# ابن أبي هريرة
أبو علي الحسن بن الحسين بن أبي هريرة البغدادي القاضي الشهير بـ ابن أبي هريرة، (المتوفي 345 هـ - 956م)، فقيه وقاضٍ،  شيخ الشافعية، انتهت إليه رئاسة المذهب الشافعي، وتولى القضاء، درس ببغداد، فتفقه على يد ابن سريج، وأبي إسحاق المروزي،  قام بشرح «مختصر المزني» في فروع الفقه الشافعي، ومن تلامذته أبو على الطبري، والدارقطني، توفي سنة 345 هـ.